# مسينة (مضيق)

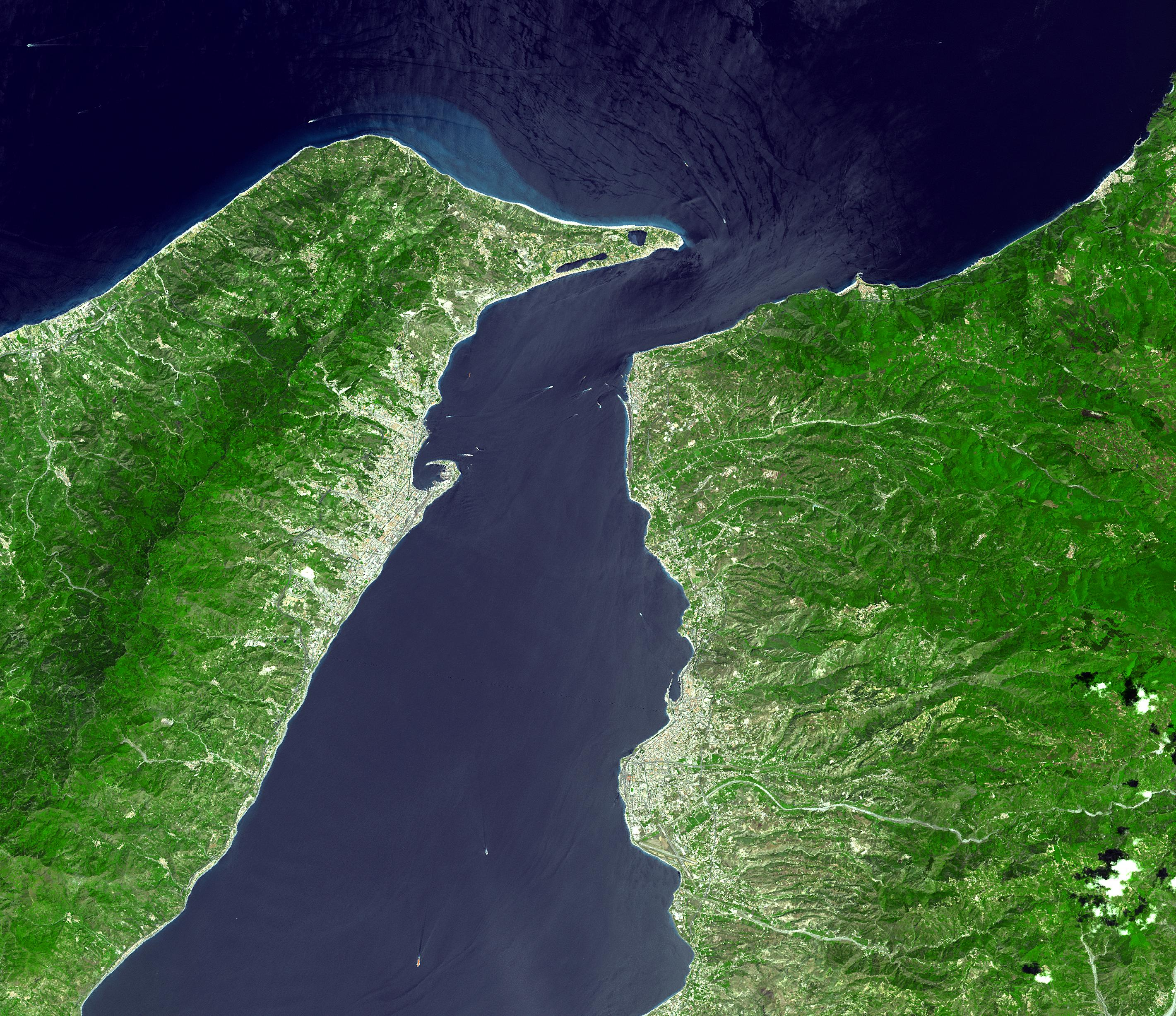
صورة فضائية لمضيق مسينا مصورة في 2002 (نازا)

مضيق مسينة (Stretto di Messina بالاللغة الإيطالية) و هو عبارة عن ذراع بحري يصل بين البحر التيراني بالبحر الأيوني في البحر الأبيض المتوسط يفصل بين جزيرة صقلية وشبه الجزيرة الإيطالية عند إقليم كالابريا، أي أنه يفصلها عن القارة الأوروبية.
يبلغ طول مضيق مسينة 32 كيلومتر، أقل عرض لهذا المضيق في الشمال حيث يبلغ 3,2 كم، ويتسع ليصل إلى 8 كم، ويطل على المضيق ثلاثة موانئ وهي ميناء مدينة مسينة وميناء مدينة ريدجو كالابريا وميناء فيلا سان جوفاني، ولأجل الربط بين جزيرة صقلية وشبه الجزيرة الإيطالية هناك مشروع لإنشاء جسر مخصص للسيارات وللسكة الحديدية يتوقع أن يكون عمليا سنة 2016.

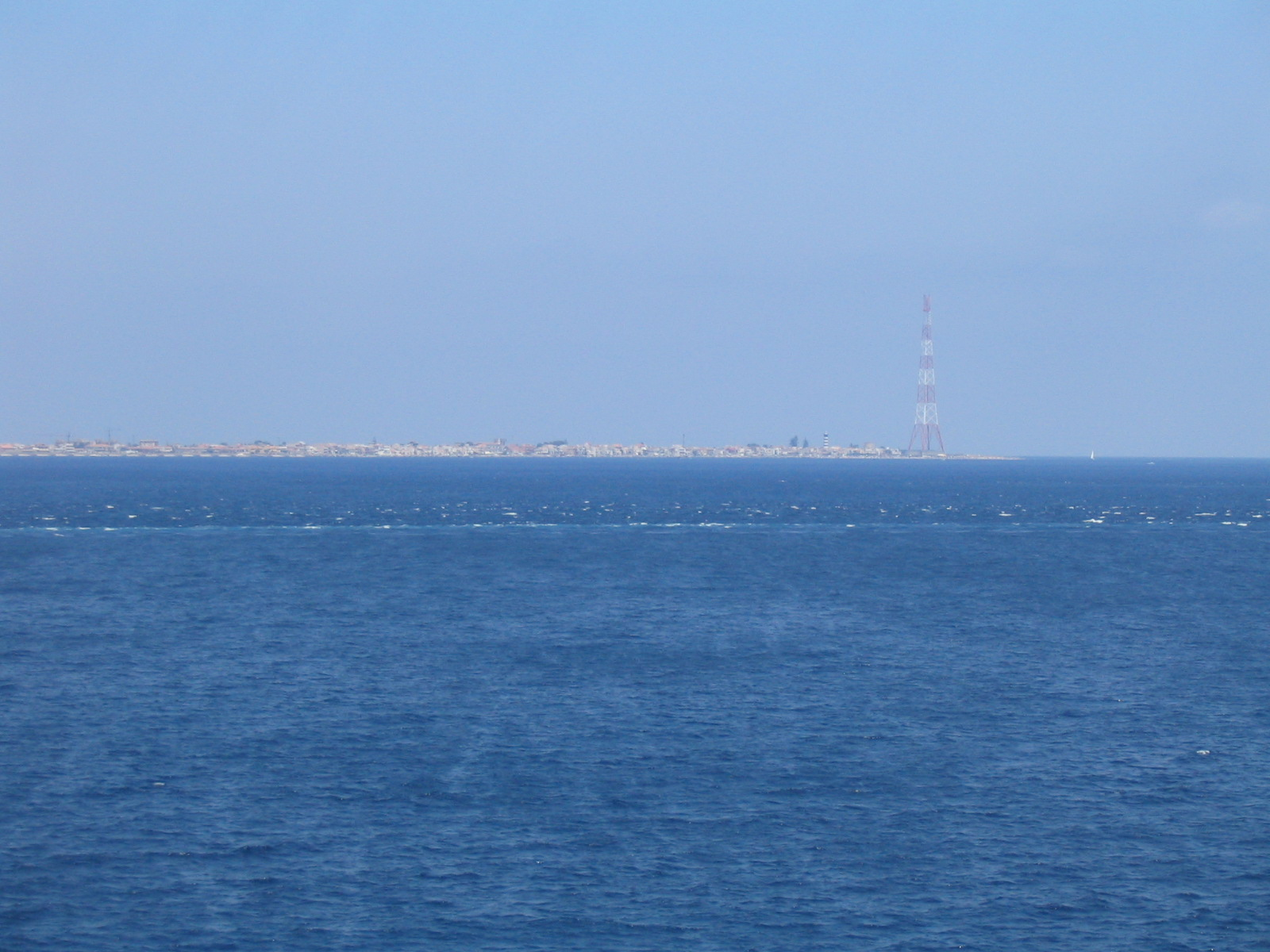
صورة للبحر من مضيق مسينة.
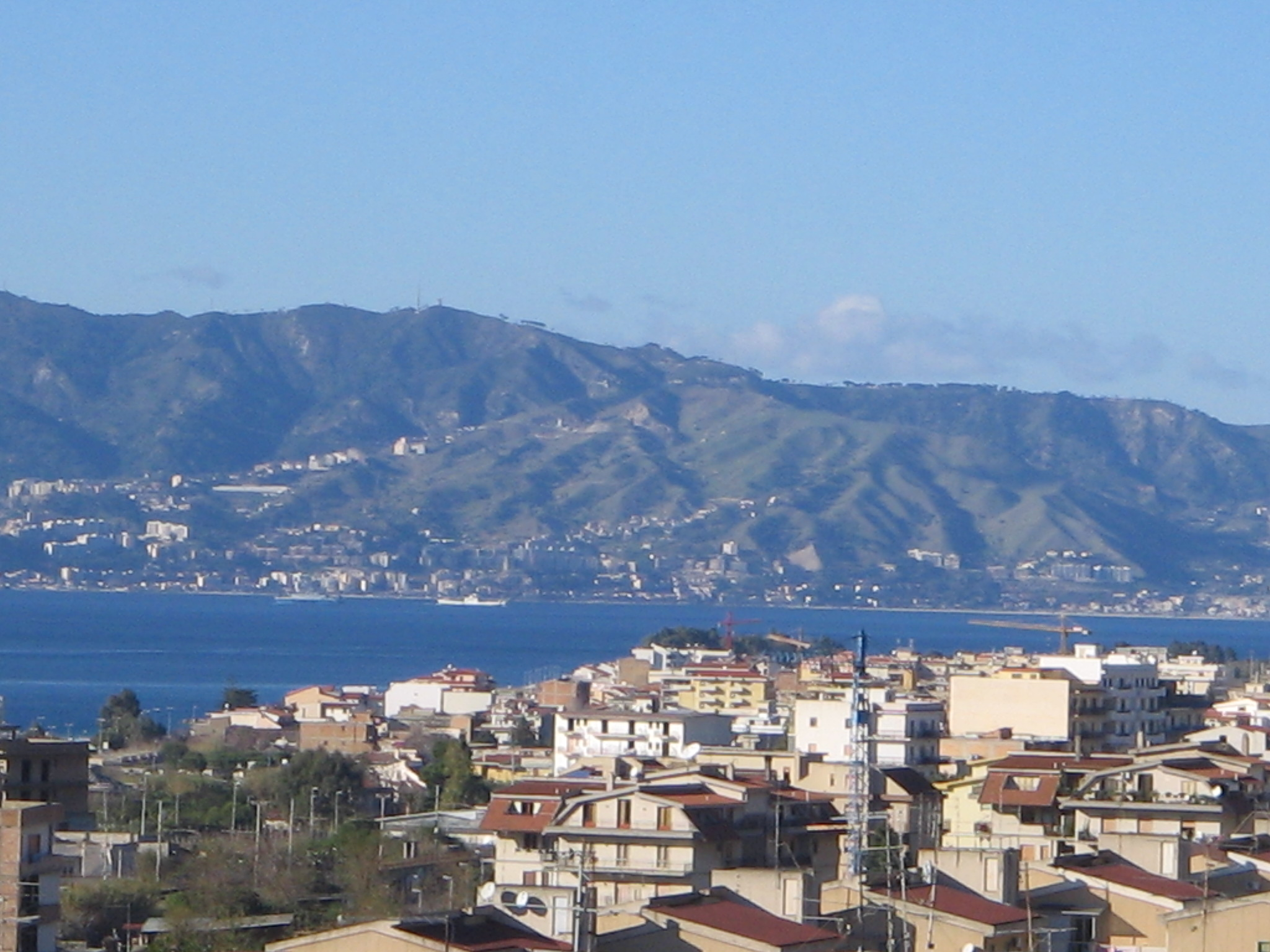
صقلية صورة من أحياء ريدجو كالابريا الشمالية.
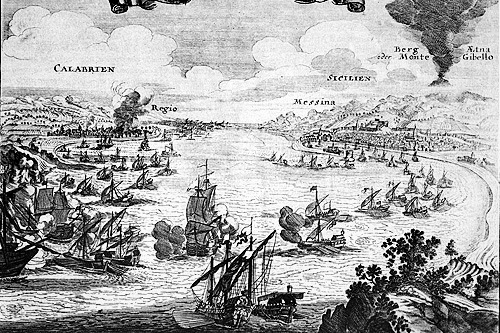
لوحة قديمة تبين ضفتي المضيق